# عجيف بن عنبسة
عجيف بن عنبسة (توفي 838) كان أحد كبار القادة العسكريين في الخلافة العباسية وذلك في عهد الخليفة المأمون والمعتصم بالله.

## سيرة شخصية
لا يُعرف أي شيء عن عائلته، لكنه ربما كان من أصل خراساني أو بلاد ما وراء النهر، ظهر في أوائل القرن التاسع باعتباره من أتباع الحاكم المتمرد على الخلافةرافع بن الليث، لكنه سرعان ما تخلى عنه مع معظم أهل فرغانة وطشقند عندما قام الخليفة هارون الرشيد بنفسه بقيادة حملة عظيمة إلى خراسان عام 808، ربما كان عجيف ينتمي إلى نفس المجموعة الاجتماعية مثل الجنرالات الإيرانيين الشرقيين الآخرين الذين وظفهم المعتصم لاحقًا في حرسه "التركي"، والذين كانوا أمراء صغار أو منحدرين من طبقة النبلاء.
في عهد المأمون (حكم من 813 إلى 833)، أصبح عجيف جنرالًا مميزًا، وقام بحملة في شمال بلاد فارس وقمع ثورة الخوارج بقيادة بلال الدبابي عام 829. حافظ عجيف على منصبه تحت قيادة المعتصم، الأخ غير الشقيق للمأمون وخليفته، وقام بحملة ضد المتمردين من شعب الزط في جنوب العراق عام 834، وقاد عددًا من الحملات ضد البيزنطيين في آسيا الصغرى. كان عجيف أحد القادة العسكريين الذين حصلوا على معسكرات لهم ولقواتهم في عاصمة المعتصم الجديدة في سامراء، وحصل على عائدات سوق بلدة اشتيخان (بالقرب من مدينة سمرقند) كمكافأة.
في عام 838، خلال حملة المعتصم الكبرى ضد مدينة عمورية البيزنطية، اختلف عجيف مع الخليفة المعتصم حول تزويد الجيش. وأضيفت إلى ذلك إهانات أخرى، وبدأ عجيف وأتباعه في التآمر على الخليفة، ربما كان عجايف عضوًا قياديًا في مجموعة قوية داخل المؤسسة العسكرية العباسية التي عارضت بالفعل اعتلاء المعتصم العرش في عام 833، وفضلت ابن أخيه العباس بن المأمون. لم يهدأ الاضطراب إلا بعد أن أقسم العباس الولاء لعمه، ولكن الآن تم تشكيل مؤامرة لقتل المعتصم وكذلك كبار قادته الأتراك، الأفشين حيدر بن كاوس وأشناس، لكن تم الكشف عن المؤامرة وتم القبض على زعماء العصابة وإعدام عجيف.